# Kingman Pass
Der Kingman Pass ist ein 2170 m hoher Gebirgspass in der Gallatin Range im US-Bundesstaat Wyoming. Er liegt südlich von Mammoth Hot Springs auf der Grand Loop Road (U.S. Highway 89) im Yellowstone National Park. Benannt wurde er nach Lieutenant Dan Christie Kingman vom U.S. Army Corps of Engineers. Kingman baute diesen schwierigen Teil der Grand Loop Road in der Gegend, die als Golden Gate bekannt ist, 1883 wieder auf. Die Passstraße führt durch den Golden Gate Canyon.
Am Kingman Pass startet der Wanderweg auf den 2610 m hohen Bunsen Peak, der sich östlich des Passes erhebt.

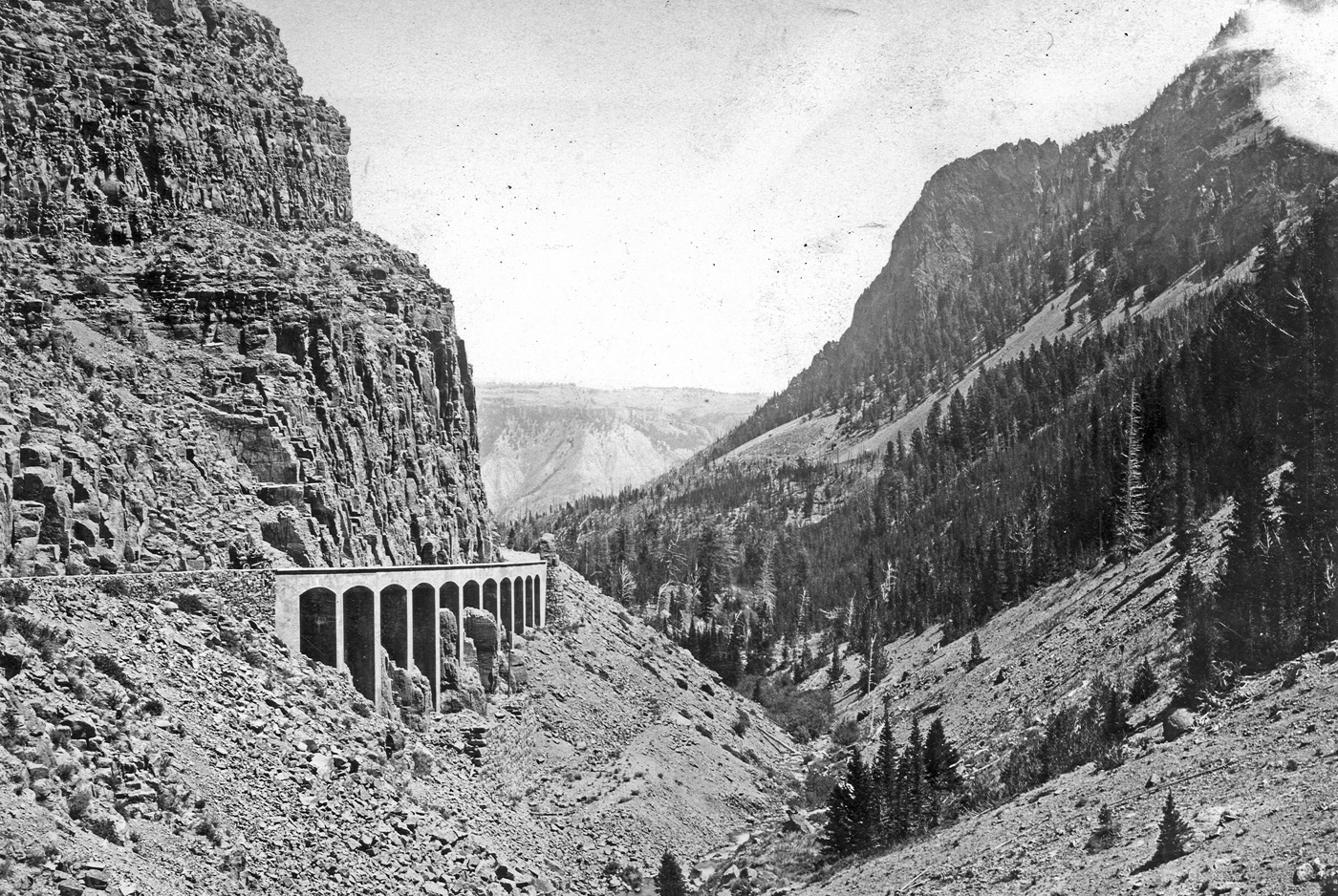
Chittenden Viadukt am Kingman Pass, 1921

## Belege
1. ↑  Geonames: Kingman Pass. Abgerufen am 29. Dezember 2020.
2. ↑  Whittlesey, Lee H. (2006): Yellowstone Place Names. Hrsg.: Wonderland Publishing. Gardiner, MT, ISBN 1-59971-716-6.